# Гидросульфит кальция
Гидросульфит кальция — неорганическое соединение,
кислая соль кальция и сернистой кислоты с химической формулой {\displaystyle \mathrm {C} a\mathrm {(} HSO_{3}\mathrm {)} _{2}}. Представляет собой бесцветные кристаллы, которые хорошо растворяются в воде. Зарегистрирован в качестве пищевой добавки с номером Е227.

## Получение
- Пропускание диоксида серы через суспензию гидроксида кальция (или карбоната кальция):

{\displaystyle {\mathsf {Ca(OH)_{2}+2SO_{2}\ \xrightarrow {} \ Ca(HSO_{3})_{2}}}}

## Физические свойства
Гидросульфит кальция образует бесцветные кристаллы.
Растворяется в воде.

## Химические свойства
- В водных растворах медленно окисляется кислородом воздуха:

{\displaystyle {\mathsf {Ca(HSO_{3})_{2}+O_{2}+2H_{2}O\ {\xrightarrow {}}\ CaSO_{4}\cdot 2H_{2}O\downarrow +H_{2}SO_{4}}}}

## Применение
- Консервант в продуктах питания (пищевая добавка Е227).
- При переработке и отбеливании древесины в производстве бумаги.
- Выделение целлюлозы из древесины.

## Безопасность
Объединённый экспертный комитет ФАО/ВОЗ по пищевым добавкам (JECFA), проводя исследования безопасности гидросульфита кальция в качестве пищевой добавки, не смог определить допустимое суточное потребление (ДСП) в 1985 году. В 2016 году, Европейское агентство по безопасности продуктов питания (EFSA), проводя переоценку безопасности, установило ДСП в количестве 0,7 мг/кг массы тела (в пересчёте с диоксида серы).